# Ballonglühen

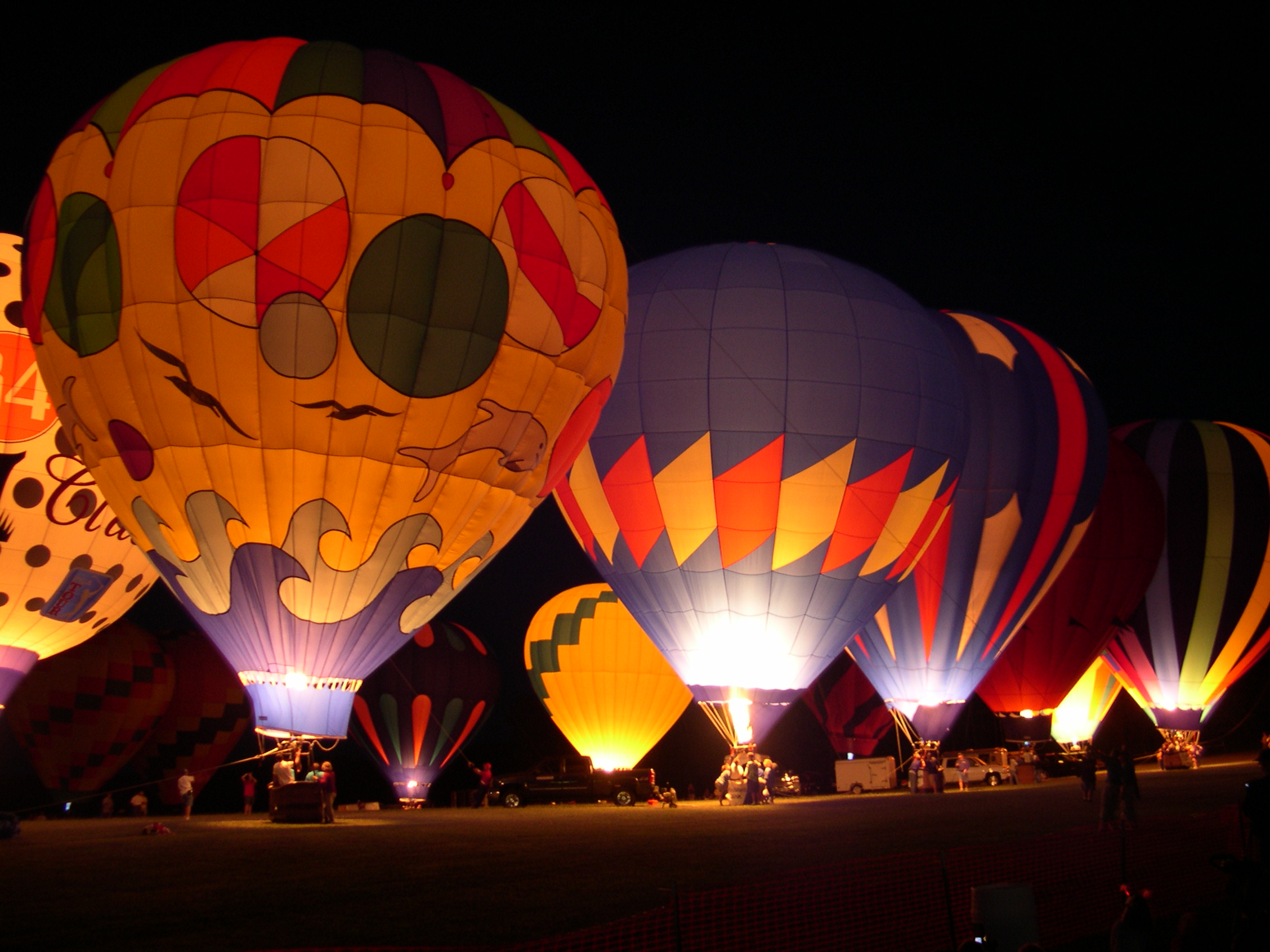
Ballonglühen in Ashland (Ohio)

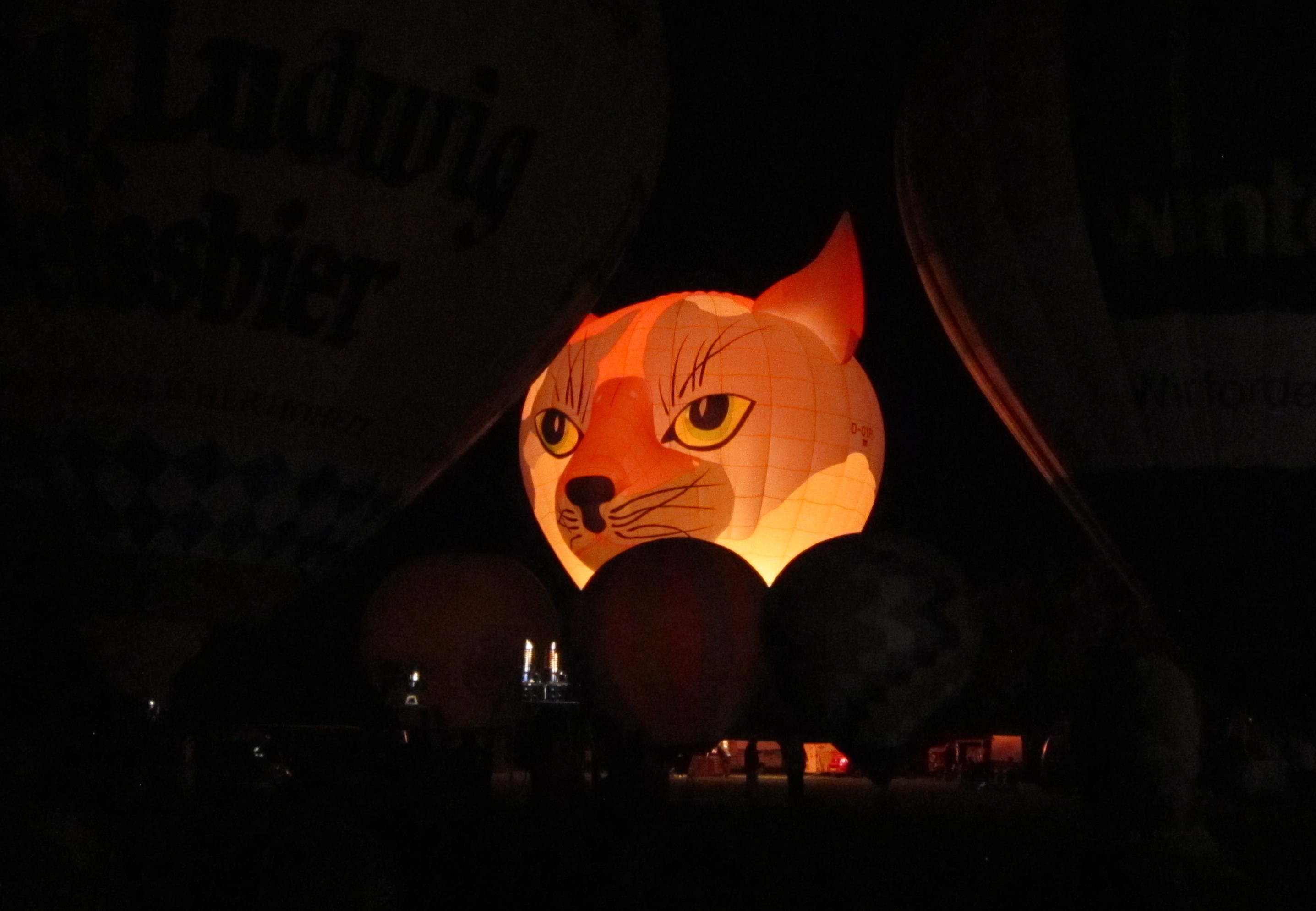
Ballonglühen in Barnstorf („Soloeinsatz“ mit Fackelbegleitung)

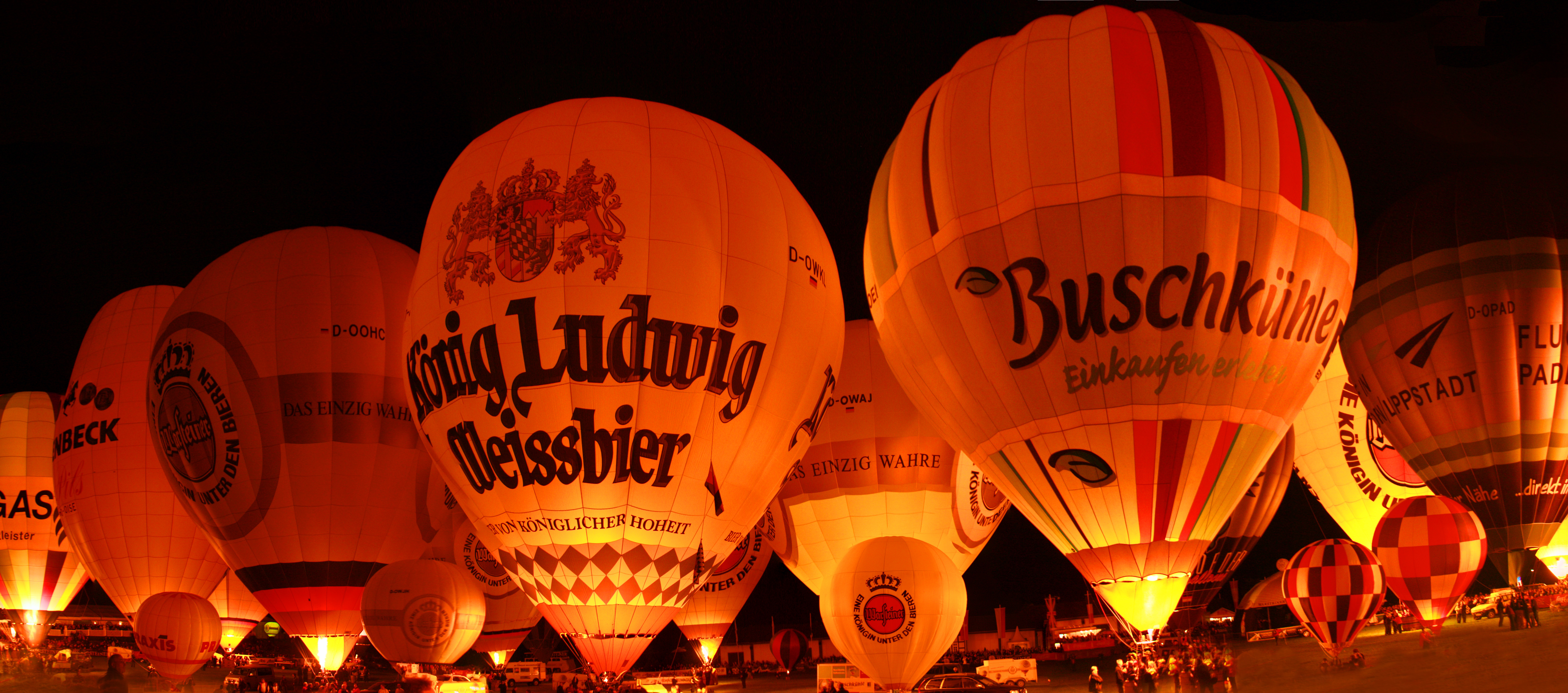
Ballonglühen in Warstein

Ballonglühen nennt man das Leuchtenlassen von Heißluftballonen in der Dämmerung oder in der Dunkelheit.
Beim Ballonglühen werden mit Einbruch der Dunkelheit die Ballone fahrfertig aufgerüstet. Es erfolgt allerdings kein Start, sondern die Ballone bleiben am Boden. Der Ballon wird durch Betätigung des Brenners mit heißer Luft gefüllt und auf diese Weise aufgerichtet. Durch die Flamme des Brenners wird die Ballonhülle von innen beleuchtet, so dass der Ballon zu „glühen“ beginnt. Es entsteht so ein Lichteffekt, der die Umgebung des Ballons illuminiert. Der Ballon wirkt wie eine riesige Glühlampe.
Zum Ballonglühen wird zumeist ein Brenner benutzt, der besonders leise ist und deshalb auch „Kuhbrenner“ genannt wird (weil sich in der Nähe befindende Weidetiere nicht durch das Brennergeräusch erschrecken). Technisch schwierig ist es, einerseits die Flamme stark genug einzustellen, damit der Ballon prall genug gefüllt ist und kräftig genug leuchtet, andererseits aber zu verhindern, dass er abhebt.
Zum Schluss des Ballonglühens oder als dessen Ergänzung werden auch Brenner entflammt, ohne dass sie Ballone erhitzen und zum Glühen bringen. Diesen Vorgang nennt man „Fackeln“. Gelegentlich (z. B. bei zu starkem oder zu böigem Wind) ersetzt das Fackeln auch das Ballonglühen, gelegentlich werden illuminierte Ballone auch durch Fackeln ergänzt. Wenn das Ballonglühen durch Musik untermalt wird, werden oft einzelne Ballone im Stil einer Wasserorgel wie Musikinstrumente eingesetzt; dann werden nicht ständig alle Ballone gleichzeitig illuminiert.
Das Ballonglühen ist in aller Regel nicht das einzige „Event“, das dem anwesenden Publikum geboten wird. Es wird oft mit Musik untermalt. Häufig wird es auch in Festveranstaltungen eingebunden oder bildet die Auftakt- oder Abschlussveranstaltung zu Ballon-Wettfahrten (Montgolfiaden).